# Paranginan Utara
Paranginan Utara is een bestuurslaag in het regentschap Humbang Hasundutan van de provincie Noord-Sumatra, Indonesië. Paranginan Utara telt 1301 inwoners (volkstelling 2010).